# خطب ألقيت في الأمم المتحدة بشأن نزاع غزة (2014)
احتدم الصراع مُجددًا بين إسرائيل وقطاع غزة في الفترة من 8 يوليو/تموز وحتى 26 أغسطس/آب عام 2014 ممّا أدى إلى اندلاع حرب بين إسرائيل وغزة راح ضحيتها ما بين 2127 - 2168 قتيل من سكان قطاع غزة من بينهم 578 طفل. أفادت وزارة الصحة في قطاع غزة آن ذاك أن ما يزيد عن 70% من الضحايا كانوا من المدنيين بينما أفادت الحكومة الإسرائيلية أن 55% من القتلى كانوا من المدنيين. وعلى الجانب الإسرائيلي فقد قُتل 66 جنديًا إسرائيليا و5 مدنيين إسرائيليين بينهم طفل.
دفعت هذه التصعيدات العنيفة كل من رئيس الوزراء الإسرائيلي بنيامين نتنياهو، ورئيس السلطة الوطنية الفلسطينية محمود عباس، وعدد من أعضاء منظمة الإعلان العالمي لحقوق الإنسان هيومن رايتس ووتش وممثلي منظمة العفو الدولية والأمين العام لحماية الأطفال في النزاعات المسلحة إلى إلقاء خطابات مختلفة حول الصراع القائم في غزة في اجتماع الجمعية العامة لمنظمة الأمم المتحدة.

## كلمة رئيس الوزراء الإسرائيلي أمام الجمعية العامة للامم المتحدة
ألقى رئيس الوزراء الإسرائيلي بنيامين نتنياهو في 29 سبتمبر/أيلول 2014 خطابًا أمام الجمعية العامة للأمم المتحدة ركز فيه على التهديد الإيراني لإسرائيل والصراع الأخير بين إسرائيل وغزة، وزعم نتنياهو في خطابه أنه جاء إلى الأمم المتحدة لفضح الأكاذيب الوقحة التي قيلت من على هذا المنبر ضد إسرائيل والجنود الإسرائيليين. اتهم مجلس حقوق الإنسان خلال هذه الجلسة إسرائيل بانتهاك قوانين الحرب ودعا إلى إجراء تحقيق عاجل ورفع تقرير عن الانتهاكات التي ارتكبها الجانبان لتحديد المسؤولين عن هذا التصعيد. كان مجلس حقوق الإنسان قد استند في اتهامته على بيان عرض خلال الجلسة الخاصة الحادية والعشرين لمجلس حقوق الإنسان حول وضع حقوق الإنسان في الأراضي الفلسطينية المحتلة وفي القدس الشرقية في 23 يوليو/تموز 2014.
شدد رئيس الوزراء الإسرائيلي بنيامين نتنياهو على أنه باستمرار التحقيق مع إسرائيل بدلاً من حماس في جرائم الحرب يكون مجلس حقوق الإنسان التابع للأمم المتحدة قد خان "مهمته النبيلة لحماية الأبرياء" على حد وصفه، كما اتهم مجلس حقوق الإنسان بإرسال رسالة واضحة إلى جميع الإرهابيين: "استخدموا المدنيين كدروع بشرية لأن هذا يفلح دائما للأسف"، وذكر أن مجلس حقوق الإنسان التابع للأمم المتحدة قد تحول إلى مجلس حقوق إرهابي بقبوله وإضفائه للشرعية على استخدام المدينيين كدروع بشرية.
ذكر نتنياهو في خطابه أيضًا أن إسرائيل كانت تمارس حقها في الدفاع عن نفسها ضد الأنفاق والهجمات الصاروخية وليس لديها نية لاستهداف المدنيين الأبرياء، وأفاد أن إسرائيل تبذل قصارى جهدها لتقليل الخسائر في صفوف المدنيين الفلسطينيين من خلال إرسال رسائل نصية وإسقاط منشورات وإجراء مكالمات هاتفية وبث تحذيرات عبر شاشات التلفزيون، وعلى حد وصفه "لم يبذل أي بلد آخر ولا جيش آخر في التاريخ جهودًا أكبر من التي تبذلها إسرائيل لتجنب وقوع إصابات بين السكان المدنيين في صفوف أعدائهم".
زعم رئيس الوزراء الإسرائيلي بنيامين نتنياهو أن حركة حماس وليس إسرائيل هي من انتهكت القانون الدولي بإخفاء بطاريات الصواريخ في المناطق السكنية، واستخدام الفلسطينيي كدروع بشرية، وطالبت الفلسطينيين بتجاهل تحذيرات إسرائيل بالرحيل، كما ألقى باللوم أيضًا على حركة حماس لتعمد وضع صواريخ بجانب أطفال فلسطينيين من أجل خلق صور مرعبة للصحافة. زاعمًا أن "إسرائيل كانت تستخدم صواريخها لحماية أطفالها، بينما كانت حركة حماس تستخدم أطفالها لحماية صواريخها".

## كلمة رئيس السلطة الفلسطينية امام الجمعية العامة للامم المتحدة
كان رئيس السلطة الوطنية الفلسطينية محمود عباس أبو مازن قد ألقى خطابه أمام الجمعية العامة للأمم المتحدة قبل ثلاثة أيام من خطاب رئيس الوزراء الإسرائيلي بنيامين نتنياهو. وذكر محمود عباس في خطابه أن "إسرائيل اختارت أن تجعل العام هو عام حرب إبادة جماعية جديدة ضد الشعب الفلسطيني". ودعا محمود عباس خلال كلمته إلى دعم دولة فلسطين الحرة المستقلة والاعتراف بها وإنهاء الحصار الإسرائيلي لقطاع غزة، وألقى باللوم على إسرائيل في إنشاء "أكبر سجن في العالم لاحتجاز حوالي مليوني مواطن فلسطيني"، كما أكد محمود عباس أيضًا أن فلسطين ستحافظ على التزامها بالقانون الدولي والقانون الدولي لحقوق الإنسان والإجماع الدولي. انتقد محمود عباس كذلك إسرائيل التي كانت تتصرف كدولة فوق القانون "إن إفلات إسرائيل من العقاب وإعفائها من أي مساءلة أو عقاب على سياساتها وعدوانها وتحدي الإرادة والشرعية الدولية قد خلق أرضية لتصاعد التطرف والكراهية والإرهاب في فلسطين". وأفاد محمود عباس أن أبناء الشعب الفلسطيني هم من يحتاجون إلى حماية دولية فورية ويحتاجون إلى الأمن والسلام.

## بيان مجلس حقوق الإنسان حول حالة حقوق الإنسان في قطاع غزة
سلط جو ستورك، نائب مدير قسم الشرق الأوسط وشمال أفريقيا في منظمة هيومن رايتس ووتش، الضوء خلال حدث استضافه معهد الشرق الأوسط ومؤسسة السلام في الشرق الأوسط في الخامس من سبتمبر/أيلول 2014 على أن قانون الحرب ينص على أنه يجب التقليل إلى أدنى حد من الأذى والضرر الذي يلحق بالمدنيين المُعرضين للإصابة أو القتل وأن تكون الأهداف العسكرية الواضحة فقط هي الأهداف المشروعة، وعلى الرغم من أنه يمكن أيضًا اعتبار الأضرار التي تلحق بالمدنيين أضرارًا جانبية غير مقصودة، ولكنها تظل أضرارًا في النهاية بصرف النظر عما إذا كانت مقصودة أم لا. أفاد جو ستورك إنه في حالة الصراع بين إسرائيل وغزة في عام 2014 فقد أظهرت التحقيقات والمقابلات التي أجريت مع الضحايا الناجين أنه في كثير من الحالات كان من الممكن تفادي قتل المدنيين.
أشار جو ستورك أيضًا إلى القصف والهجمات الجوية التي وقعت على ست مدارس كانت ثلاثة منها تعمل كملاجئ سكنها النازحين. بررت الحكومة الإسرائيلية هذه الهجمات بالادعاء بأن حماس كانت تستخدم المدرسة كمخزن لأسلحتها، إلا أن الضحايا أكدوا أن المدرسة كانت خالية تماما من الصواريخ والأسلحة. أشار جو ستورك كذلك إلى الهجوم الذي وقع على مدرسة للصبيان وتسبب في قتل 12 شخصًا كان من بينهم 8 أطفال، وكان الجيش الإسرائيلي قد برر هذا الهجوم أيضا بزعم أن الهجوم كان يستهدف قتل ثلاثة إرهابيين من حركة الجهاد كانوا يمرون بجانب المدرسة على دراجاتهم النارية. وعندما تساءل القائمين بالتحقيقات لماذا تم إطلاق النار على الدراجة النارية أمام المدرسة وليس قبل أو بعد اجتيازها لم يتلقوا أي رد من الجيش الإسرائيلي. ثُم تعرضت مدرسة أخرى تابعة للأمم المتحدة كانت تستخدم كمأوى لأكثر من 3300 نازح للقصف الإسرائيلي في 30 يوليو/تموز 2014 على الرغم من أن الجيش الإسرائيلي كان يمتلك معلومات واضحة من الأمم المتحدة بأن المدرسة كانت تؤوي مدنيين نازحين، ونتيجة للقتل فقد أصيب وقتل كثير من النازحين المحتمين بالمدرسة وكان من بينهم أطفال.
أدانت ليلى زروقي الممثلة الخاصة للأمين العام للأطفال والنزاع المسلح هذا القصف باعتباره انتهاكًا خطيرًا للقانون الدولي. وأفاد جو ستورك كذلك أن الجيش الإسرائيلي يعتبر أن أي شخص ينتمي سياسيًا إلى حركة حماس هو هدف مشروع، ولكن بموجب قانون المحكمة، فإن أي عضو ينتمي إلى حركة حماس ليس بالضرورة إرهابيًا وبالتالي لا يمكن اعتباره هدفًا رسميًا مشروعًا.
حدد مجلس حقوق الإنسان في 23 يوليو/تموز الأمثلة التالية كأدلة لإثبات انتهاكات القانون الدولي والقانون الإنساني الدولي:
- وثقت تقارير منظمة هيومن رايتس ووتش قبل بدء الهجوم البري على قطاع غزة في 17 يوليو/تموز غارات جوية قتلت 30 مدنيا كان من بينهم 11 طفلا.
- في 11 يوليو/تموز 2014 أصابت غارة جوية إسرائيلية مقهى فن تايم بيتش بالقرب من خان يونس مما أسفر عن مقتل سبعة مدنيين كان اثنان منهم يستعدان لمشاهدة إحدى مباريات كأس العالم لكرة القدم، وزعم جيش الاحتلال الإسرائيلي آنذاك أنه كان يستهدف إرهابياً على الرغم من أنه لم يتقدم مزيد من المعلومات لشرح سبب مهاجمتهم للإرهابيين في مكان عام حيث يمكن أن يتعرض مدنيون آخرون لخطر القتل والإصابة.
- في 16 يوليو/تموز قُتل صبيان وجُرح ثلاثة صبية تتراوح أعمارهم ما بين 10 و13 عامًا أثناء محاولتهم الفرار من صاروخ إسرائيلي أصاب رصيف ميناء يقع في مدينة غزة، وصرح الجيش الإسرائيلي بأنه هاجم رصيف الميناء لأنه كان معقلا لعناصر من حركة حماس لكنهم استهدفوا الصبية بالصدفة ظنا منه أنهم مقاتلين فارين.
- تعرضت إحدى مستشفيات قطاع غزة لهجوم من القوات البرية والجوية في الفترة من 11 وحتى 17 يوليو/تموز 2014، وأُجبر طاقم المستشفى على المغادرة وإجلاء المرضى (لم يكن أي منهم متنقلاً) تحت القصف، ولقد ذكر جو ستورك إن الاستخدام المتكرر للصواريخ الموجهة ونيران الدبابات المباشرة على المستشفى يعتبر جريمة حرب، كما إن إطلاق النار على المباني السكنية لاستهداف أفراد أو عائلات يفترض أنهم أعضاء في جماعة مسلحة يُعد عمل غير قانوني حتى إذا تم إعطاء تحذيرات قبل الهجوم فلا يجعل هذا من الهجوم غير القانوني أمرًا قانونيًا.

ورد في تقارير منظمة هيومن رايتس ووتش أيضًا أن الجماعات الفلسطينية المسلحة انتهكت بدورها قوانين الحرب حيث عُثر على صاروخين في مدارس فارغة تابعة لوكالة الأمم المتحدة لغوث وتشغيل اللاجئين "الأونروا"، وأطلقت الصواريخ على إسرائيل فقتلت وجرحت مدنيين بينهم أطفال صغار، ودمرت ممتلكات مدنية. لذلك حثت منظمة هيومن رايتس ووتش مجلس حقوق الإنسان على التحقيق والإبلاغ الفوري والعلني عن الانتهاكات التي ارتكبتها جميع الأطراف، وتحديد المسؤولين عن الجرائم الجسيمة، وإصدار توصيات إلى جميع الأطراف ودعت الأمم المتحدة لاتخاذ الإجراءات الكافية لضمان المساءلة.
انتقدت نافي بيلاي، المندوبة السامية لحقوق الإنسان، خلال مناظرة طارئة عُقدت بمجلس حقوق الإنسان في جنيف، أن إسرائيل لم تفعل ما يكفي لحماية المدنيين، كما اتهمت إسرائيل بارتكاب جرائم حرب، وأكدت أن قتل المدنيين في غزة شمل عشرات الأطفال وأثار مخاوف بشأن سياسة إسرائيل الخارجية واحترامها للتناسب.
اتخذ منتدى جنيف للدول الأعضاء البالغ عددهم 47 عضوا في النهاية قراره بشأن الانتهاكات الحادثة من الجانبين الإسرائيلي والفلسطيني، ودعا القرار المطروح إلى تشكيل لجنة تحقيق دولية مستقلة للتحقيق في جميع انتهاكات القانون الدولي لحقوق الإنسان والقانون الإنساني الدولي في الأراضي الفلسطينية المحتلة، بما فيها القدس الشرقية، وخاصة في قطاع غزة المحتل، فأيدت القرار 29 دولة التحقيق بينما قامت دولة واحدة بالتصويت ضد إجراء التحقيقات وهي الولايات المتحدة الأمريكية، وامتنعت 17 دولة عن التصويت كان من بينها ألمانيا وأعضاء الاتحاد الأوروبي الآخرين.